# Phalaenopsis bastianii
Espèce
Phalaenopsis bastianii est une espèce de plantes à fleurs de la familles des Orchidaceae (les orchidées) et du genre Phalaenopsis originaire des Philippines.